# Live in Bremen 1983

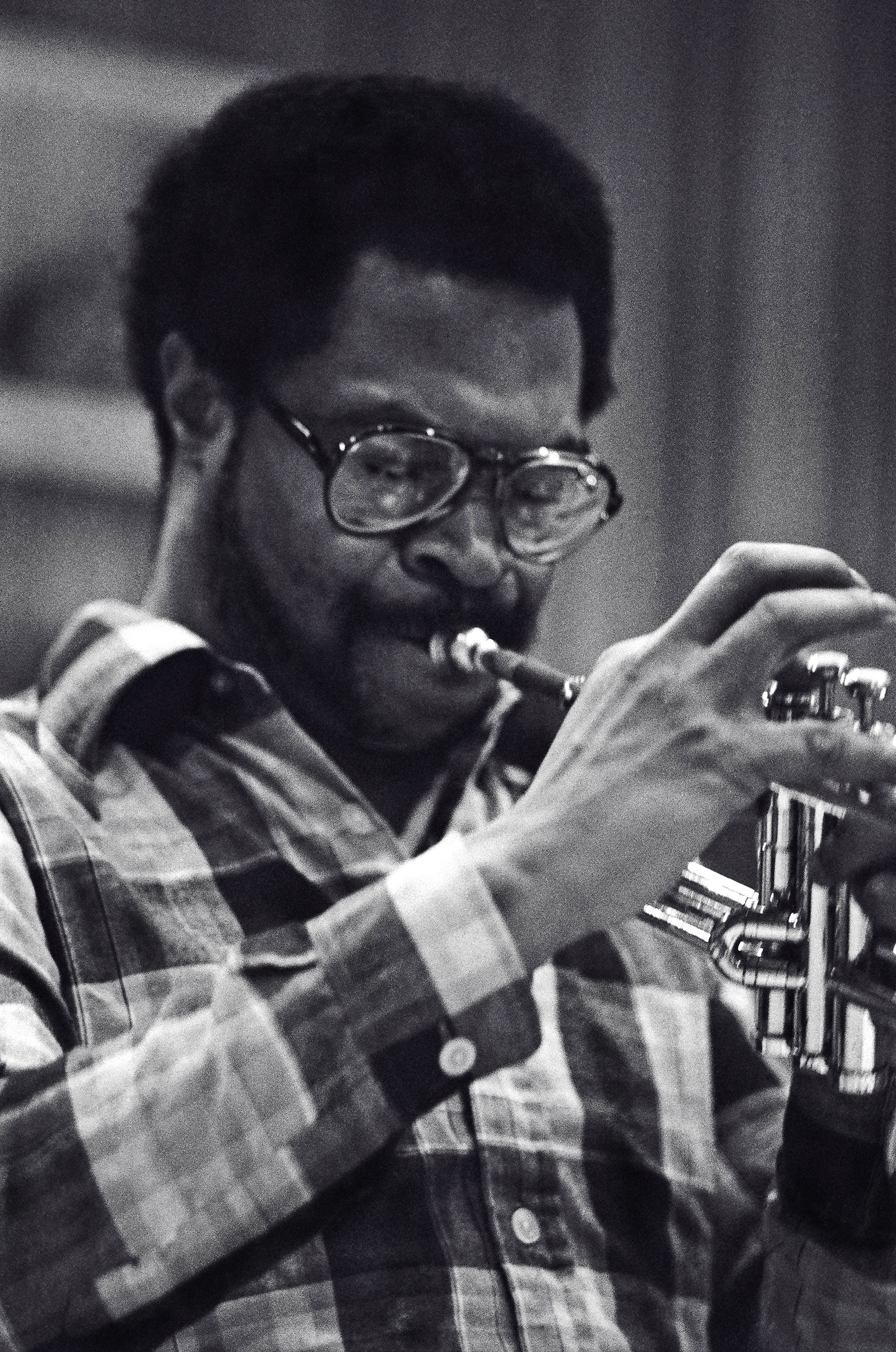
Woody Shaw

Live in Bremen 1983 ist ein Jazzalbum von Woody Shaw und seinem Quartett, das am 18. Januar 1983 in der Post-Aula in Bremen aufgenommen und am 9. Oktober 2018 bei Elemental Music als LP und (in erweiterter Form) als Doppel-CD veröffentlicht wurde. Produziert wurde der ursprünglich in Zwei-Spur-Stereo aufgenommene Mitschnitt von Michael Cuscuna, der ein enger Freund des Trompeters in den letzten 15 Jahren seines Lebens war.

## Hintergrund
Woody Shaw, der 1989 mit nur 44 Jahren starb, hinterließ eine Reihe seit seinem Tod erschienener Live-Aufnahme aus Archivfunden. 1980 bildete der Trompeter sein zweites Quintett, mit Steve Turre (Posaune), Mulgrew Miller (Piano), Stafford James (Kontrabass) und Tony Reedus (Schlagzeug). Im Januar 1983 tourten sie allerdings ohne Turre, traten deshalb im Quartett-Format in der Post-Aula in Bremen auf. Der 2018 veröffentlichte Mitschnitt „Live in Bremen 1983“ dokumentiert Shaw auf Trompete (und manchmal auch Flügelhorn) als alleinigen Bläser; dies erlaubte Shaw, sich solistisch ausführlicher darzustellen.
Shaws Sohn, Woody Shaw III, kuratierte Live in Bremen 1983 sowie weitere Veröffentlichungen in einer Reihe historischer Aufnahmen von Elemental Music, darunter neu entdeckte Live-Auftritte von Shaw und anderen Bandleadern wie Dexter Gordon.

## Titelliste

### 2-CD-Edition
- Woody Shaw Quartet: Live in Bremen 1983 (Elemental Music – 5990530[4])

CD 1
1. You and the Night and the Music (Arthur Schwartz, Howard Dietz) 14:30
2. Rahsaan's Run (Shaw) 13:43
3. Eastern Joy Dance (Miller) 15:49
4. Pressing the Issue (Miller) 11:06
5. The Organ Grinder (Shaw) 12:49

CD 2
1. Katrina Ballerina 	13:42
2. Diane (Ernö Rapée, Lew Pollack) 10:14
3. 400 Years Ago Tomorrow / The Theme 	11:08
4. Sweet Love of Mine 	9:36

### LP-Edition
- Woody Shaw Quartet: Live in Bremen 1983 (Elemental Music – 5990530)

A1 	You and the Night and the Music 	14:31

A2 	Diane 	10:16

B1 	400 Years Ago Tomorrow/The Theme 	11:08

B2 	Sweet Love of Mine 	9:20

## Rezeption
Das Album erfuhr nach seiner Veröffentlichung in der Jazzkritik durchweg positive Rezensionen; Maurizio Zerbo verlieh ihm in der italienischen Ausgabe von All About Jazz vier (von 5) Sternen. Richard Brody (The New Yorker) zählte Woody Shaws Album zu den besten Archiv-Veröffentlichungen im Bereich des Jazz des Jahres 2018. Weiter schrieb er: „Shaw baut seine Solos schrittweise auf und hält Ideen, Motive und Stimmungen mit kontemplativer Energie vor dem Licht, die er in Aufregung und explosiven Stößen von Tönen entfesselt, die aus der Klanglandschaft mit hochreliefer Winkelwirkung einer kubistischen Extrusion herausspringen. Besonders aufregend ist Shaws Ausbruch in doppelter Zeit während Millers unbeschwertem, unübersehbar polyrhythmischen ‚Eastern Joy Dance‘, seinen hochleistungsfähigen High-Range-Ergüssen in ‚Pressing the Issue‘ (gefolgt von einem hervorragenden Duett zwischen Miller und Reedus), dem üppigen Kadenzähnlichen Fanfaren von ‚400 Years Ago Tomorrow‘ und die rockigen rhythmischen Interpunktionen von Shaws wellenförmigem Solo in ‚Sweet Love of Mine‘. Diese neue Version bietet den Nervenkitzel eines noch jungen Künstlers, der die zufälligen Umstände eines Konzerts nutzt und scheinbar seine musikalische Persönlichkeit in Echtzeit zu erweitern - und das Wunder, dass sie aufgenommen wurde.“

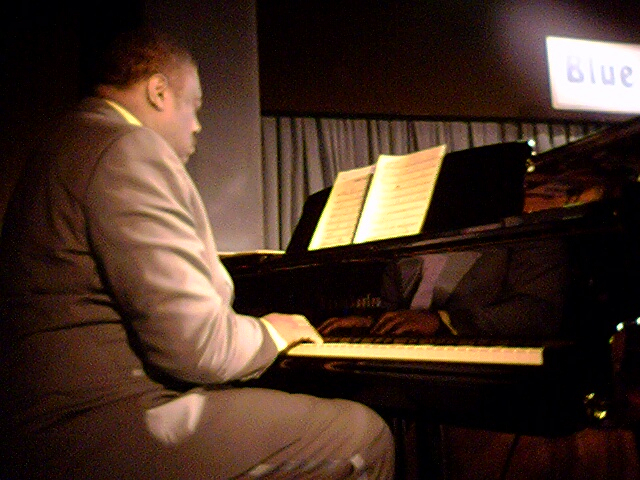
Mulgrew Miller (2004)

Nach Ansicht von Marc Myers (Jazzwax) präsentiere das Album einige der besten Momente der Gruppe aus dieser Zeit. „Das Spiel ist unglaublich reich und kühn, was das Album zu einem idealen Einstiegspunkt für diejenigen macht, die sich für Shaw interessieren, aber nichts von ihm besitzen. Interessanterweise sind die am wenigsten ansprechenden Stücke in dieser Veröffentlichung die Standards - You and the Night und Music and Diane.“ Sie kämen flach und benommen daher, wahrscheinlich weil sie die Musiker zu Tränen gelangweilt hätten, mutmaßt der Autor. „Die wahre Kunst und Spannung“ fänden sich hingegen in den Original-Kompositionen Shaws und Millers. Bei diesen Stücken „spricht die Gruppe eine vertraute dynamische Sprache, die mit politischen Gefühlen und Erfindungen gefüllt ist.“ Dabei seinen sie vollkommen in ihrem Element, so Marc Myers; die Musik brodele und drücke Wärme aus, „Dig Rahsaan's Run“ zum Beispiel. Das Stück entgalte „alles von Shaws Gefühl und Wildheit, mit einer zarten Überlagerung. Der Sound des Albums ist grandios.“
Ed Enright hob im Down Beat hervor, Shaws Quintett mit dem Posaunisten Steve Turre, dem Pianisten Mulgrew Miller, dem Bassisten Stafford James und dem Schlagzeuger Tony Reedus sei in den frühen achtziger Jahren „eines der großen modernen Jazz-Ensembles seiner Zeit [gewesen], das auf der geradlinigen Tradition des Bebop aufbaute, aber neuere Musikkonzepte der damaligen Avantgarde hinzufügte.“ Der Mitschnitt sei „ein interessantes und aufregendes Stück Jazzgeschichte. Die Begeisterung der Gruppe zeigt sich sofort beim Eröffnungszug ‚You and The Night and the Music‘, einem Standard, der zu dieser Zeit neu im Repertoire der Gruppe war. Andere denkwürdige Titel sind Shaws ‚Rahsaan’s Run‘, ein leidenschaftlicher Blues voll Erfindungsreichtum. Millers ‚Eastern Joy Dance‘ mit seinen interessanten melodischen Linien und seiner unkonventionellen Form. Millers ‚Pressing the Issue‘ mit seinem dramatischen, dunkel rhapsodischen Piano-Kadenza-Intro, das zu einem fleißigen Uptempo-Thrill-Ride mit herausfordernden harmonischen Schwüngen und leidenschaftlichem Solo führt; und Shaws ‚The Organ Grinder‘, auf dem der Bandleader - der für immer als Meister der Technik und als Quelle endloser Hiebe in Erinnerung bleiben wird - seine Fähigkeit offenbart, tonale Nuancen, Lyrik und Finesse zu verwenden, um eine starke emotionale Aussage zu treffen.“
Peter Batten (Sussex Jazz Magazine) meinte, dass im Vergleich zum Mitschnitt Tokyo '81, das eine gute Auswahl der Musik zeige, die Woody Shaw mit diesem Quintett entwickelt habe, wo aber trotz hervorragender Leistungen das Gefühl bestehe, dass die Gruppe noch keinen individuellen Charakter entwickelt hatte, die Doppel-CD mit dem Bremer Konzert viel interessanter sei: „In Abwesenheit von Steve Turre erweitern Woody und Mulgrew ihre Soli. Infolgedessen können wir ihr Talent und ihre Fantasie voll einschätzen. Der Pianist hat ein gutes Solo in seinen eigenen Kompositionen ‚Eastern Joy Dance‘ und ‚Pressing the Issue‘, während Woody, der das Konzert mit ‚You and the Night and the Music‘ stilvoll eröffnet, seine eigene, Larry Young gewidmete eigene Komposition ‚The Organ Grinder‘ spielt. Die Auswahl der Melodien sorge für wirkungsvolle Kontraste und es gäbe in jedem Titel starke Soli. Zwei großartige Musiker werden im vollen Umfang ihrer Talente eingespielt. Wieder einmal hat [das Label] Elemental Live-Jazz gefunden, der von hohem Interesse und höchster Klasse ist.“